# Tweede Coentunnel
De Tweede Coentunnel is een Nederlandse tunnel onder het Noordzeekanaal, ter capaciteitsvergroting aangelegd naast de al veel langer bestaande Coentunnel (1966). De tunnel is geopend in 2013 en is onderdeel van de rijksweg / snelweg A10, de ringweg rond Amsterdam.
De Tweede Coentunnel is in combinatie met een nieuwe autosnelwegverbinding, de Westrandweg, tussen de Coentunnel en knooppunt Raasdorp gebouwd, als verlenging van de A5. De tunnel is ingericht als drie vaste rijstroken richting Zaanstad en twee wisselstroken die beschikbaar zullen zijn in de rijrichting waarin het op dat moment het drukste is. De eerste Coentunnel is na renovatie ingericht als twee rijbanen in zuidelijke richting, waarvan één dubbelstrooks en één enkelstrooks.
Doel van de Tweede Coentunnel is het verminderen van de dagelijkse files voor de Coentunnel op de A8 (in de ochtendspits) en de A10-West (in de avondspits). Hiermee moet de bereikbaarheid van Amsterdam vanuit het noorden van Noord-Holland fors verbeteren.

## Geschiedenis
Op 7 september 2009 gaf minister Eurlings het startsein voor de bouw van de tunnel. De kosten werden geraamd op 1,2 miljard euro. De bouw van de tunnelelementen werd in het voorjaar van 2009 begonnen in het Bouwdok Barendrecht. Eind mei 2011 lagen alle vier tunnelelementen op hun definitieve plaats. De Tweede Coentunnel is op 13 mei 2013 in gebruik genomen. De bestaande Coentunnel is vervolgens gerenoveerd, helemaal gestript en voorzien van de modernste technieken op het gebied van licht, veiligheid en ventilatie. De gecombineerde tunnels zijn in 2014 in gebruik genomen. De twee tunnels hebben samen tien rijstroken, waarvan er twee inzetbaar zijn als wisselstrook, en twee alleen gebruikt worden als spitsstrook (per 2016). Langs delen van de Westrandweg, de A8 en A10 zijn geluidsschermen geplaatst om de overlast van de snelweg te beperken. Het gehele tracé heeft een wegdek van stil asfalt, zogeheten Zeer Open Asfalt Beton (ZOAB). Op sommige plaatsen liggen zelfs twee lagen ZOAB. Om ervoor te zorgen dat de luchtkwaliteit binnen de grenzen blijft, heeft Rijkswaterstaat extra maatregelen genomen. Het gaat om luchtschermen en afzuiginstallaties in de tunnels.

## Ligging
De Tweede Coentunnel ligt ten oosten van de bestaande (eerste) Coentunnel, en verbindt de A7/A8 met de A10. Als zou worden volstaan met de aanleg van een extra tunnel, zouden de verkeersproblemen zich alleen maar verplaatsen naar de westelijke ringweg rond Amsterdam. Daarom is de Westrandweg gebouwd richting knooppunt Raasdorp. Noordelijk is de A8 verbreed, en op de A7 een spitsstrook aangelegd.

## Bouwkundige details
De totale tunnellengte van de nieuw gebouwde Tweede Coentunnel bedraagt 1312 meter. De lengte van het gesloten tunneldeel bedraagt 764 meter. De tunnel bestaat uit 4 tunnelelementen van elk 178,5 meter lengte, die in het Bouwdok Barendrecht zijn gebouwd. De afgezonken tunnellengte bedraagt 714 meter. De open toerit noordzijde (kunstwerk) heeft een lengte van 183 meter. De open toerit zuidzijde (kunstwerk) heeft een lengte van 273 meter.
De Tweede Coentunnel bestaat uit twee verkeersbuizen en een middentunnelkanaal. Het middentunnelkanaal is horizontaal gescheiden in een diensttunnel (boven) en een vluchtgang (beneden). De Tweede Coentunnel bestaat uit 51 tunnelmoten per wand, waarvan het grootste deel al in het bouwdok vast met elkaar verbonden is; daarna is de tunnel in vier delen aangevoerd en afgezonken.

## Fotogalerij

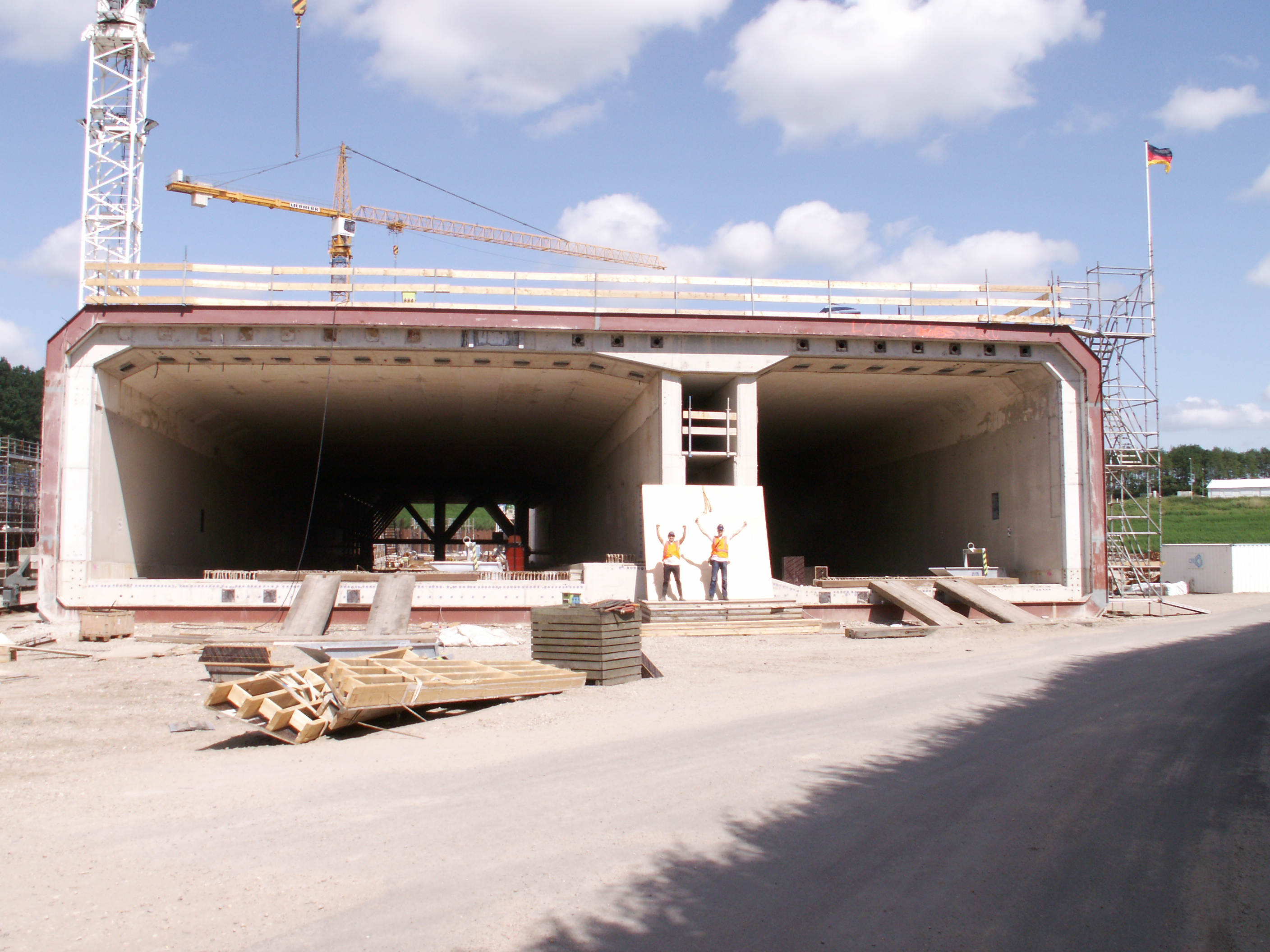
Zinkelement op Droogdok Barendrecht
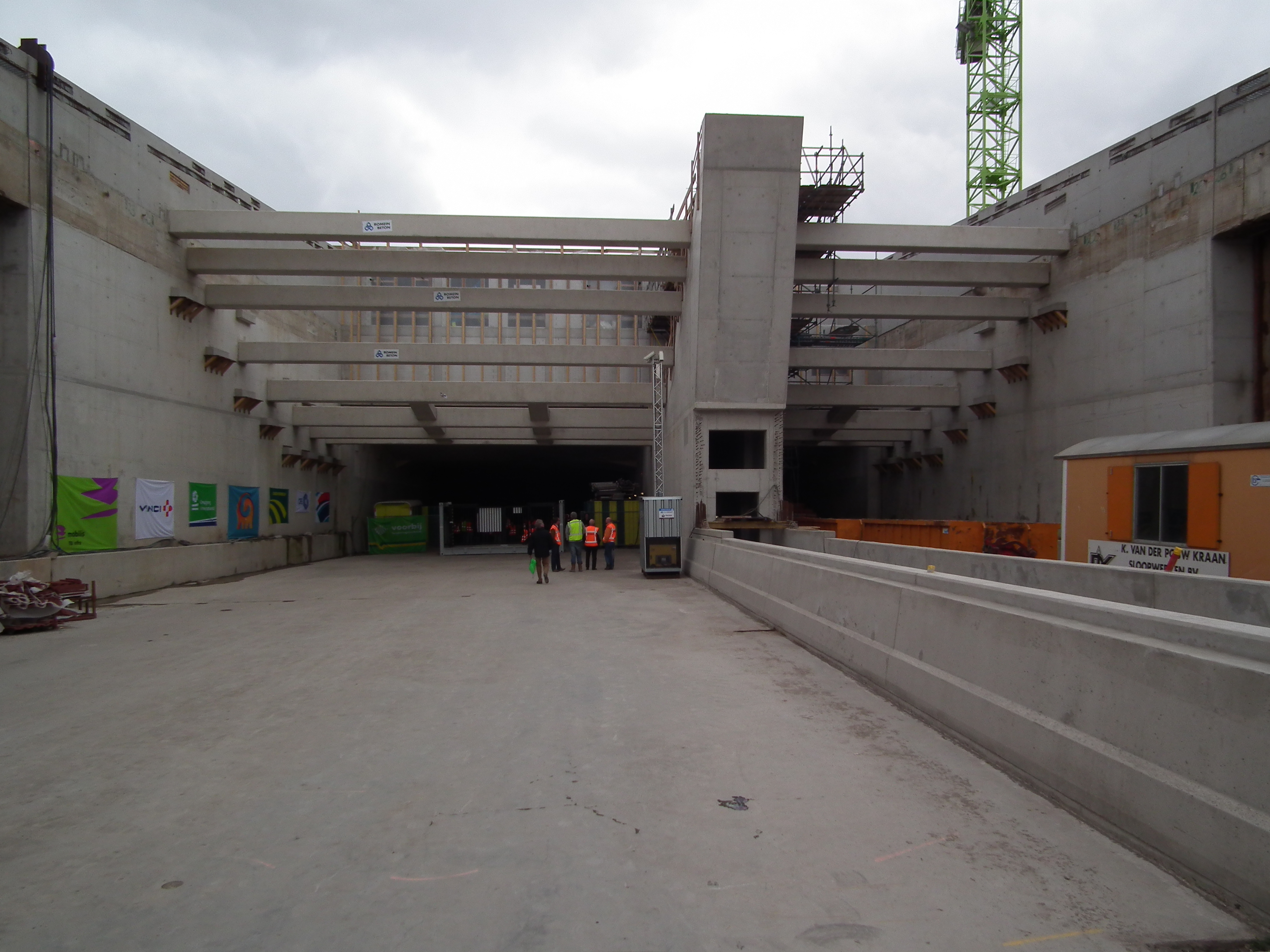
Tweede Coentunnel gezien vanaf Noordzijde tijdens de Dag van de Bouw op 28 mei 2011
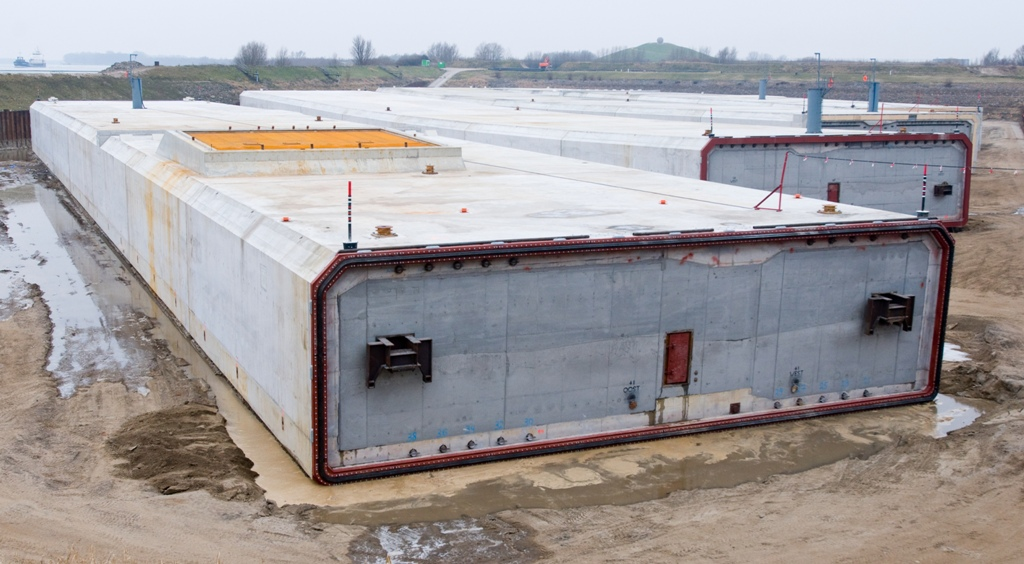
In aanbouw in Bouwdok Barendrecht